# Johan De Moor
 Johan De Moor (Wilrijk, 17 oktober 1953) is een Belgische striptekenaar en cartoonist. Hij is een zoon van Bob De Moor.

## Biografie
Johan De Moor verhuisde op zijn vijfde met zijn familie van Antwerpen naar Brussel. In Ukkel ging hij naar het Sint-Pieterscollege. Hij volgde grafische studies aan het Sint-Lukasinstituut van Schaarbeek, La Cambre in Elsene en Le 75 in Sint-Lambrechts-Woluwe. Hij liep stage in Italië en Portugal, waar hij kort na de Anjerrevolutie een aantal muurschilderingen creëerde.
Zijn carrière begon hij als politiek karikaturist bij de krant De Morgen. In 1981 assisteerde hij zijn vader Bob De Moor, striptekenaar en rechterhand van Hergé, bij Kuifje en de Alfa-kunst maar door de dood van Hergé (1983) werd dit niet afgewerkt. Daarna had hij de supervisie over 260 tekenfilms met de personages Kwik en Flupke en tekende hij ook twee nieuwe stripalbums met deze personages van Hergé: Hoogspanning en Verboden spelletjes. Tussen 1987 en 1991 maakte De Moor, samen met scenarist Stephen Desberg, de fantastisch-poëtische strip Kasper, waarmee hij de Bronzen Adhemar won. In 1992 bracht het duo De Moor/Desberg het eerste avontuur uit van La Vache (vanaf 1995 vertaald door Johan Anthierens als Kobe de Koe), een satirische en surrealistische strip met een ecologische boodschap over een koe als geheim agent. In deze strip experimenteerde De Moor op grafisch gebied, met collages en tags. Hiermee wonnen ze in 1994 de grote prijs van de stad Sierre, en in 1995 l’Alph’Art de l’Humour op het stripfestival van Angoulême. Bij de overstap naar uitgever Le Lombard veranderde de strip van naam en werd Volle melk. Tussen 2004 en 2009 maakte hij opnieuw met Desberg Het laatste jungleboek, een bewerking van het werk van Rudyard Kipling. Hij werkte nauw samen met mede-auteur Henri Reculé. Die laatste stond in voor het storyboard en de schetsen en De Moor verzorgde het inkten en het inkleuren. 
De Moor doceert tekenverhaal in Sint-Lukas Brussel. Zijn cartoons verschenen voornamelijk in PAN, Fluide Glacial en Spirou (stripblad). Bij Le Soir is hij in dienst als vaste vervanger van Pierre Kroll. In 2004 haalde hij een tweede prijs in de PCB, in 2008 won hij de Grote Prijs. Zijn satirische tekening van koning Albert II die in het holst van de nacht zwoegt aan zijn kerstboodschap, won in februari 2008 De Grote Prijs Press Cartoon Belgium.  
Hij staat vooral bekend om de volgende reeksen:
- Kwik en Flupke
- Kasper
- Kobe de Koe
- Volle melk
- Le 12 septembre
- Het laatste jungleboek

- Biblioteca Nacional de España: XX1038074
- Bibliothèque nationale de France: cb12039031h (data)
- Gemeinsame Normdatei: 1145762522
- International Standard Name Identifier: 0000 0003 5851 0399
- Library of Congress Control Number: n89659446
- Virtual International Authority File: 4929151247949744270006
- WorldCat: E39PBJg4t4YqHfHyYjPykQryVC